# Cinnoline
Cinnoline of benzopyridazine is een heterocyclische organische verbinding met als brutoformule C8H6N2. Het is een vaste stof met basische eigenschappen. Cinnoline kent een aantal isomeren, waaronder chinazoline, chinoxaline en ftaalazine.

## Synthese
Cinnoline werd bij de eerste synthese bereid uit een cyclisatiereactie van het alkyn o-C6H4(NH2)C≡CCO2H in water, waarbij het carbonzuurderivaat van 4-hydroxycinnoline werd gevormd. Hierna werd de carbonzuurfunctie verwijderd en de hydroxylgroep door reductie verwijderd, waardoor een onzuivere vorm van cinnoline overbleef. De methode werd genoemd naar Victor von Richter, de ontdekker ervan: de Richter-cinnolinesynthese. Later werd deze synthesemethode aangepast en verbeterd. Tegenwoordig wordt cinnoline bereid door dehydrogenering van dihydrocinnoline met kwik(II)oxide. Het kan geïsoleerd worden als het hydrochloride.

### Synthese van cinnolinederivaten
Er zijn tal van derivaten van cinnoline bekend, die volgens een klassieke methode worden bereid: de Widman-Stoermer-synthese. Dit houdt een cyclisatiereactie van een α-vinyl-aniline met zoutzuur en natriumnitriet in: